# Runia
Runia (niem. Ruhne) – struga, prawobrzeżny dopływ Gubra o długości 16,19 km i powierzchni zlewni 33,37 km².
Źródła strugi znajdują się w okolicach wsi Borszyny i Saduny. Runia przepływa przez Kąpławki, Wilkowo Wielkie, Drogosze, Kolwiny i na wysokości wsi Krelikiejmy i Marłuty wpada do Gubra.